# Markíza Dajto
Markíza Dajto este un canal de televiziune slovac. Este primul canal de nișă destinat bărbaților tineri și activi din Slovacia. Canalul a fost lansat la 20 august 2012, este deținut de Central European Media Enterprises.

## Seriale (selecție)
- Cobra 11 în alertă
- M*A*S*H
- Breaking Bad
- NCIS: Los Angeles
- Nikita
- Star Wars: Generația următoare
- Walker, polițist texan
- În slujba poporului
- Jake și Grăsanul
- Inspectorul Rex
- Spartacus: Nisip însângerat
- Spartacus: Zeii Arenei
- Teoria Big Bang
- Married... with Children
- Chuck
- Flashpoint
- Top Gear
- The Tom and Jerry Comedy Show
- Transformers Animated
- Scooby-Doo
- Pinguinii din Madagascar
- Familia Flintstone
- SpongeBob Pantaloni Pătrați